# Gigabyte Technology
Gigabyte Technology Co., Ltd. (GIGABYTE hoặc GIGA-BYTE, tiếng Trung: 技嘉科技; bính âm: Jìjiā Kējì), là một nhà sản xuất và phân phối các thiết bị phần cứng máy tính của Đài Loan. Khẩu hiệu của hãng là "Upgrade Your Life" - "nâng cấp cuộc sống của bạn".

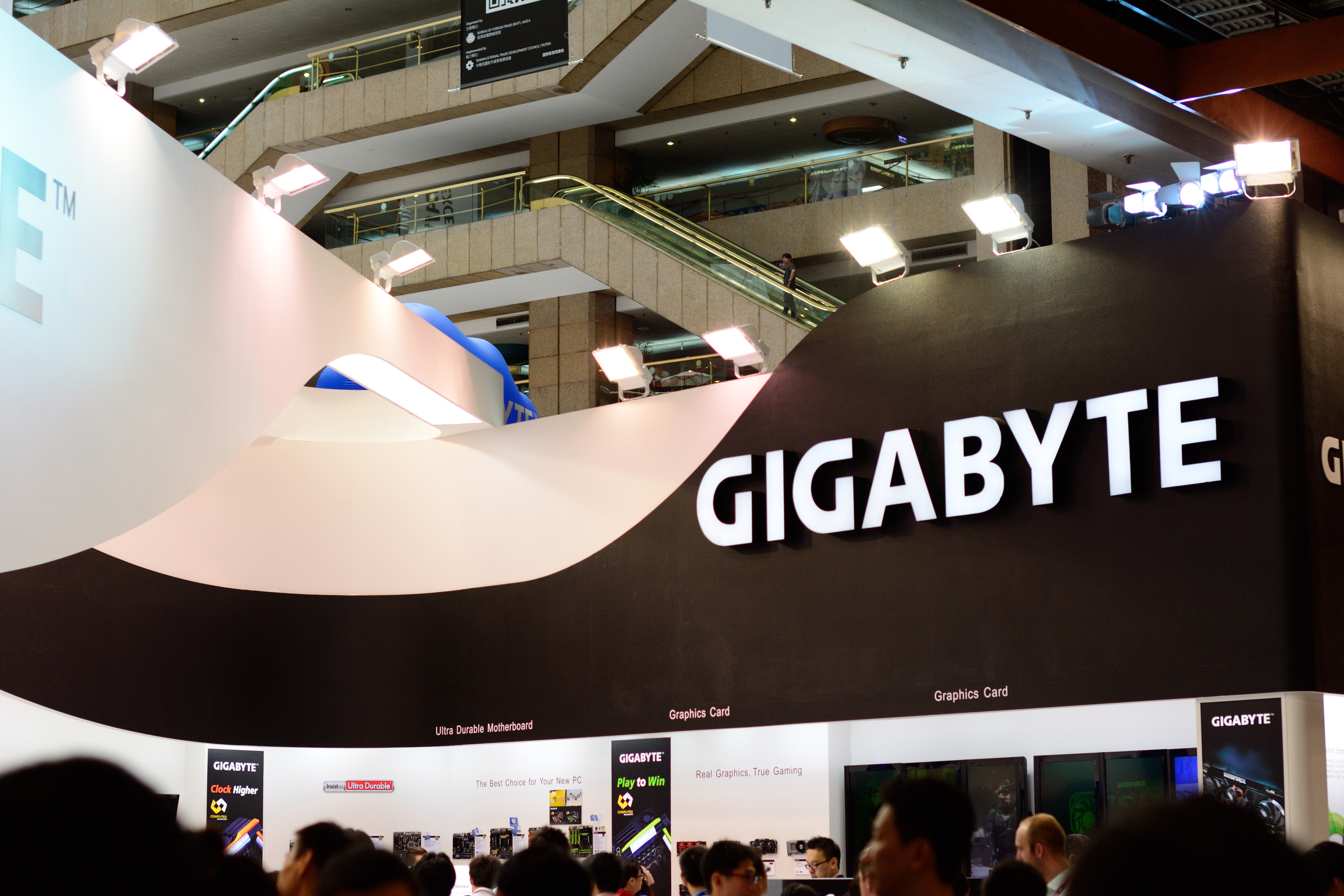
Gian triển lãm của GIGABYTE tại Computex Taipei 2013

Sản phẩm của GIGABYTE bao gồm bo mạch chủ, card đồ họa, tản nhiệt, vỏ máy tính và máy tính xách tay. Với lô hàng 4,8 triệu bo mạch chủ trong quý 1/2015, GIGABYTE sản xuất nhiều hơn ASUS với chỉ khoảng 4,5 triệu bo mạch chủ trong cùng quý. Ngoài thương hiệu chính GIGABYTE, hãng cũng sản xuất card đồ họa với tên AORUS và máy tính xách tay gaming với thương hiệu phụ "AERO". Năm 2010, GIGABYTE được Hội đồng phát triển thương mại đối ngoại Đài Loan xếp thứ 17 trong danh sách "20 thương hiệu toàn cầu hàng đầu Đài Loan". Công ty được niêm yết trên thị trường chứng khoán Đài Loan, với mã chứng khoán TWSE: 2376.

## Lịch sử

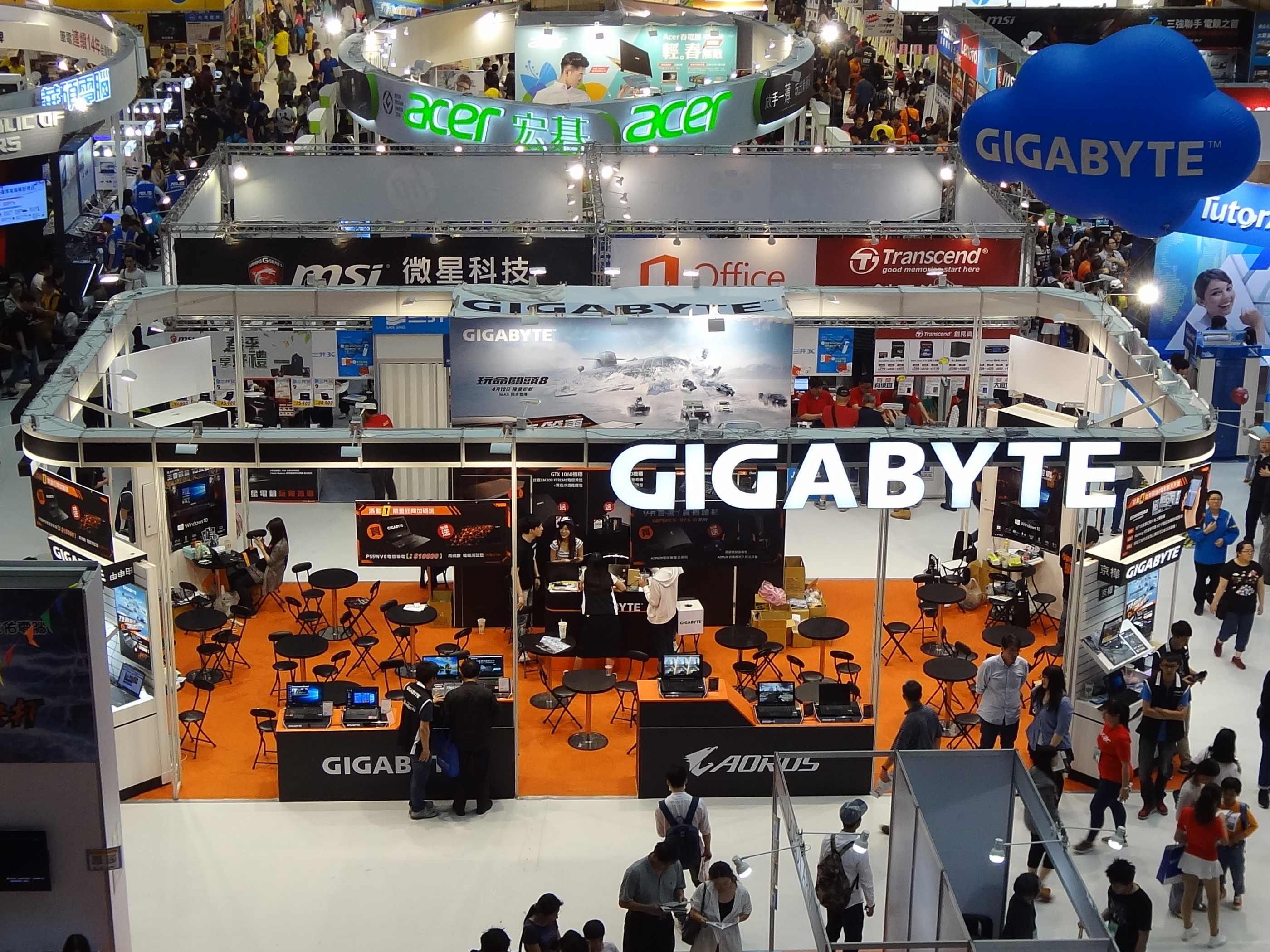
GIGABYTE tại Softex Taipei 2017

GIGABYTE được thành lập năm 1986 bởi Pei-Cheng Yeh. Các thành phần linh kiện máy tính của GIGABYTE được sử dụng trong các sản phẩm của Dell Alienware, Falcon Northwest, CybertronPC và Origin PC, và độc quyền trên máy tính để bàn Technology Direct (Úc) với bảo hành lên tới 5 năm. Nói cách khác, GIGABYTE hoạt động giống như một nhà sản xuất thiết bị gốc (OEM - Original Equipment Manufacturer) cho các công ty khác.
Các linh kiện thành phần của GIGABYTE được bán lẻ để người dùng có thể mua để tự xây dựng hoặc nâng cấp hệ thống PC của mình.
Một tính năng quan trọng của GIGABYTE quảng cáo trên sản phẩm của mình là là bo mạch chủ sử dụng cấu trúc Ultra-Durable (siêu bền). Vào ngày 8 tháng 8 năm 2006, GIGABYTE đã công bố hợp tác với nhà sản xuất linh kiện máy tính lớn nhất Châu Á - Thái Bình Dương ASUS. GIGABYTE đã phát triển chương trình quản lý điện năng tiêu thụ cho CPU đầu tiên trên thế giới vào tháng 7 năm 2007.
Một phương pháp cải tiến để sạc iPad và iPhone thông qua máy tính đã được GIGABYTE giới thiệu vào tháng 4 năm 2010. GIGABYTE ra mắt bo mạch chủ chip set Z68 sử dụng CPU Intel đầu tiên trên thế giới vào 31/05/2011, với kết nối mSATA cho ổ cứng thể rắn Intel® SSDs cùng công nghệ phản hồi thông minh - Smart Response Technology.
Ngày 02 tháng 4 năm 2012, GIGABYTE phát triển bo mạch chủ đầu tiên trên thế giới với IC 60A IC từ International Rectifier.

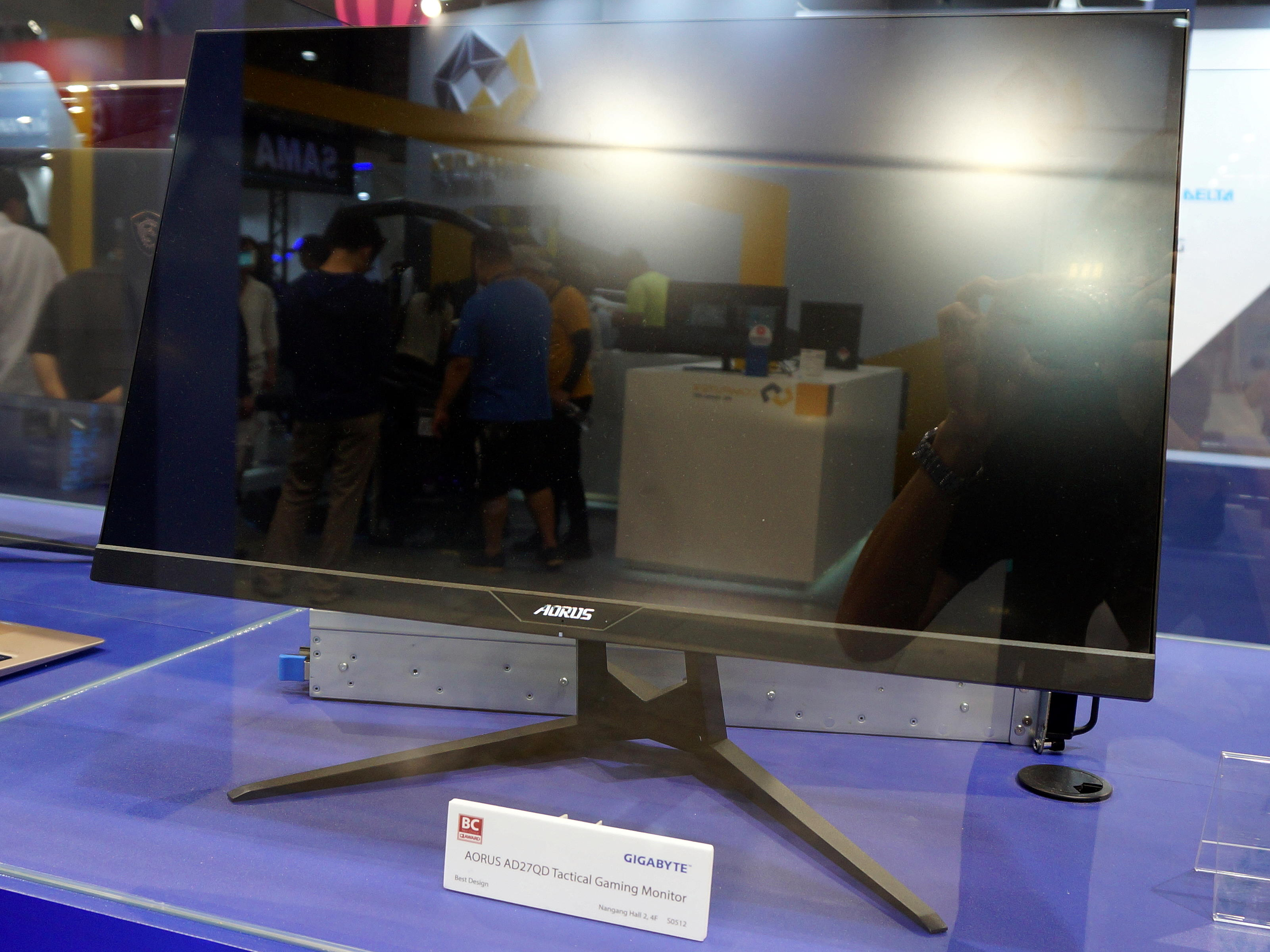
Màn hình gaming cao cấp Gigabyte AORUS AD27QD 2019

## Sản phẩm
GIGABYTE thiết kế và sản xuất bo mạch chủ riêng biệt sử dụng chipset của AMD Ryzen và Intel, đồng thời sản xuất card đồ họa, máy tính đồng bộ và máy tính xách tay sử dụng GPU của AMD Redeon và NVIDIA.
Các sản phẩm khác của GIGABYTE cũng bao gồm máy tính để bàn, máy tính bảng, ultrabook, điện thoại di động, trợ lý kỹ thuật số cá nhân (PDA), bo mạch chủ cho máy chủ, thiết bị mạng, ổ đĩa quang, màn hình máy tính, chuột gaming, bàn phím cơ, linh kiện tản nhiệt, nguồn máy tính và vỏ máy tính. Hiện nay sản phẩm chủ lực của hãng là các linh kiện bo mạch chủ, card đồ họa, màn hình gaming và bàn phím cơ dưới thương hiệu GIGABYTE AORUS.
Sản phẩm máy tính xách tay GIGABYTE AERO có thiết kế mỏng nhẹ, cao cấp, cấu hình cao, phục vụ tốt cho nhu cầu chơi game và xử lý đồ họa.

## Thương hiệu con

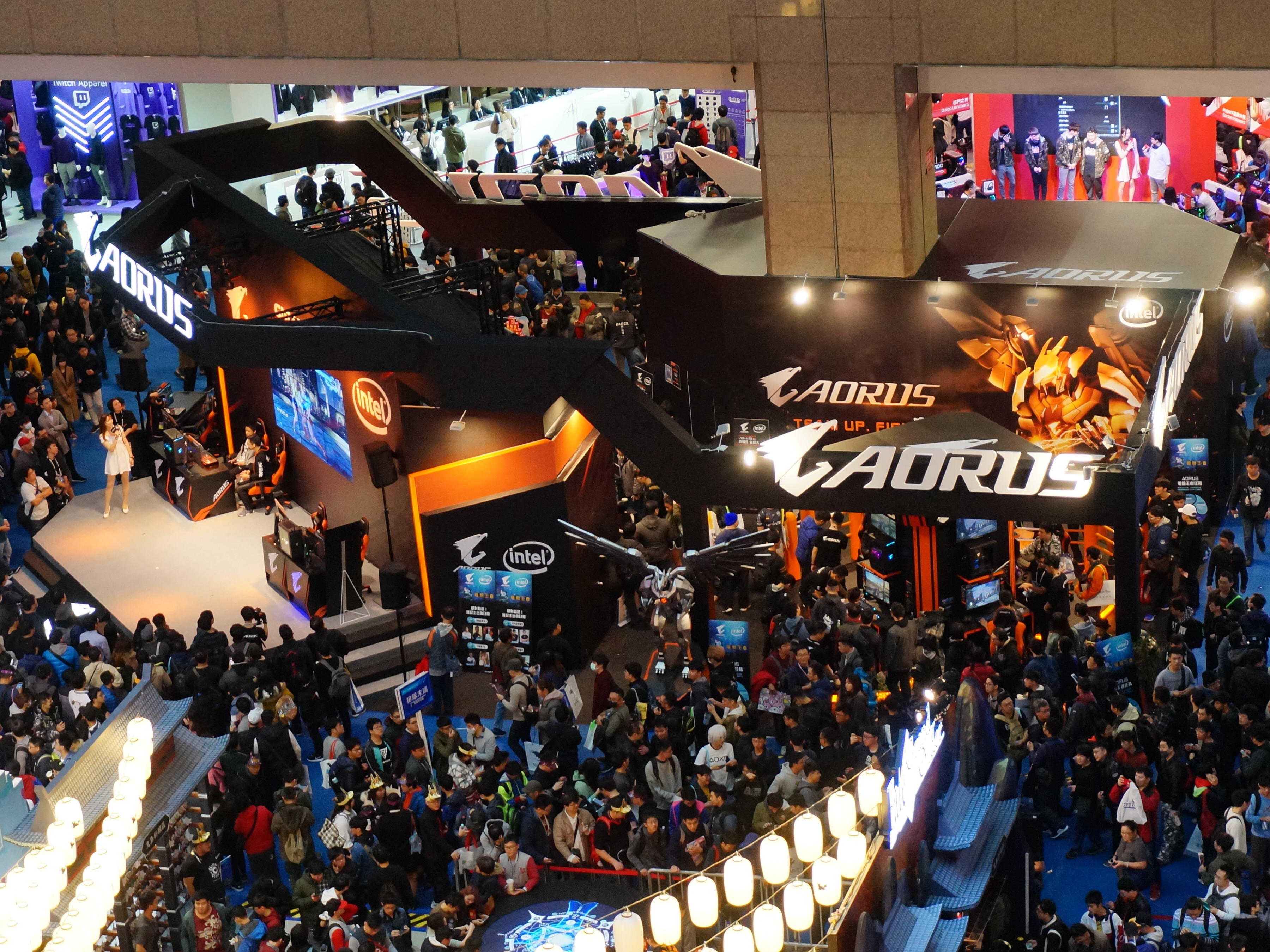
Gian triển lãm của AORUS tại Taipei Game Show 2019

AORUS /'aʊ -rʌs/ là một thương hiệu phụ, thuộc công ty Aorus Pte. Ltd. của GIGABYTE, đăng ký tại Singapore, thành lập năm 2014. Giống với định hướng của GIGABYTE, Aorus chuyên về các sản phẩm cao cấp liên quan đến chơi game như bo mạch chủ, card đồ họa, chuột, bàn phím cơ, ổ cứng thể rắn SSD, tai nghe gaming, vỏ case máy tinh và hệ thống tản nhiệt. Logo AORUS có dạng đầu một con đại bàng.